# 万诺乔·比林古乔

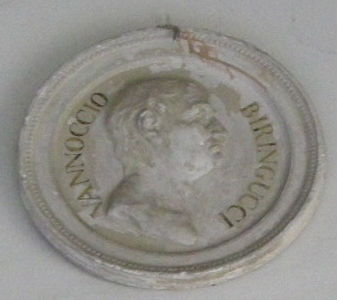
佛罗伦萨天文台博物馆收藏的比林古乔图案

万诺乔·比林古乔（Vannoccio Biringuccio，1480年—约1539年），意大利冶金学家，以其去世后出版的详尽阐述采矿、筛选提炼、冶炼与金属制造过程的《火法技艺》著名。

## 生平
比林古乔生于锡耶纳，父亲保罗·比林古乔是一名建筑师。锡耶纳当时处于佩特鲁奇家族族长潘多佛·佩特鲁奇的统治下。潘多佛雇佣比林古乔作为自己的冶金工程师。1512年潘多佛去世后，他的儿子博尔吉海瑟·佩特鲁奇继续雇佣比林古乔，但1515年锡耶纳发生了起义，博尔吉海瑟带着比林古乔逃离了锡耶纳，比林古乔之后在意大利和德国各地旅行，曾于1517年到过西西里。
1523年教皇克莱门特七世帮助佩特鲁奇家族复位，比林古乔也得以从流放中返回锡耶纳。1524年他被授予整个锡耶纳硝酸钾生产的专营权，但1526年锡耶纳人民再次起义，又赶走了佩特鲁奇家族。比林古乔曾协助佩特鲁奇家族试图夺回锡耶纳的行动，但遭到失败。1529年比林古乔在佛罗伦萨工作。1530年比林古乔回到锡耶纳。1531年1月到2月，他担任城市的参议员，并参见了很多市政工程。1536年他接受了罗马教廷提供的一个职位，1538年成为教皇的金属铸造负责人和武器负责者。他确切的去世地点和日期不得而知，但1539年的文献上提到了他已然去世。